# تفجيرات عيد الميلاد في بغداد 2013
تفجيرات عيد الميلاد في بغداد 2013 هي سلسلة من الهجمات الإرهابية التي وقعت في 25 ديسمبر 2013، واستهدفت المسيحيين في العاصمة العراقية، بغداد. أسفرت هذه التفجيرات عن مقتل 38 شخصًا وإصابة 70 آخرين.

## أحداث التفجيرات
انفجرت قنبلتان في البداية في سوق مفتوح يقع في القسم المسيحي من حي الآثوريين في بغداد. أسفر الهجوم عن مقتل 11 شخصًا وإصابة 14 آخرين.
وبعد عدة دقائق، انفجرت سيارة مفخخة بالقرب من كنيسة القديس يوحنا الكاثوليكية الرومانية في حي الدورة بجنوب بغداد، على بُعد حوالي نصف ميل. وذكر مسؤولون أن "العبوة انفجرت في نهاية صلاة عيد الميلاد أثناء مغادرة المصلين للكنيسة." أسفر هذا الانفجار عن مقتل 27 شخصًا وإصابة 56 آخرين.
بلغ إجمالي عدد القتلى في التفجيرات التي استهدفت الموقعين، 38 شخصًا بينما أصيب 70 آخرون. ولم تعلن أي مجموعة مسؤوليتها عن هذه الهجمات.

## ردود الفعل
- : أدانت السفارة الأمريكية في العراق الهجمات في بيان جاء فيه: «لقد عانت الطائفة المسيحية في العراق من استهداف متعمد وغير مبرر من قبل الإرهابيين على مدى سنوات عديدة، مثلما عانى العديد من العراقيين الأبرياء الآخرين. وإن الولايات المتحدة تستهجن جميع هذه الهجمات وتلتزم بشراكتها مع الحكومة العراقية لمكافحة آفة الإرهاب.»[1]